# (100891) 1998 HJ124
(100891) 1998 HJ124 es un asteroide perteneciente al cinturón de asteroides, región del sistema solar que se encuentra entre las órbitas de Marte y Júpiter, descubierto el 23 de abril de 1998 por el equipo del Lincoln Near-Earth Asteroid Research desde el Laboratorio Lincoln, Socorro, Nuevo México, Estados Unidos.

## Designación y nombre
Designado provisionalmente como 1998 HJ124. 

## Características orbitales
1998 HJ124 está situado a una distancia media del Sol de 2,352 ua, pudiendo alejarse hasta 2,977 ua y acercarse hasta 1,727 ua. Su excentricidad es 0,265 y la inclinación orbital 7,995 grados. Emplea 1317,90 días en completar una órbita alrededor del Sol.

## Características físicas
La magnitud absoluta de 1998 HJ124 es 15,6. Tiene 1,859 km de diámetro y su albedo se estima en 0,294. 